# Elvis (film 2022)
Elvis – amerykańsko-australijski dramat biograficzno-muzyczny z 2022 roku w reżyserii Baza Luhrmanna opowiadający historię kariery amerykańskiego piosenkarza Elvisa Presleya. W tytułową rolę wcielił się Austin Butler, a obok niego w roli menedżera Presleya wystąpił Tom Hanks.
Światowa premiera filmu odbyła się 25 maja 2022 podczas 75. MFF w Cannes.

## Obsada
- Austin Butler jako Elvis Presley
- Chaydon Jay jako młody Elvis
- Tom Hanks jako pułkownik Tom Parker
- Helen Thomson jako Gladys Presley
- Richard Roxburgh jako Vernon Presley
- Olivia DeJonge jako Priscilla Presley
- Luke Bracey jako Jerry Schilling
- Natasha Bassett jako Dixie Locke
- David Wenham jako Hank Snow
- Kelvin Harrison Jr. jako B.B. King
- Xavier Samuel jako Scotty Moore
- Kodi Smit-McPhee jako Jimmie Rodgers Snow
- Josh McConville jako Sam Phillips
- Dacre Montgomery jako Steve Binder

## Produkcja
Projekt został ogłoszony w kwietniu 2014 roku, kiedy Baz Luhrmann rozpoczął negocjacje w sprawie reżyserii filmu, a Kelly Marcel rozpoczęła prace nad scenariuszem.
W marcu 2019 roku Tom Hanks został obsadzony w roli pułkownika Toma Parkera. Natomiast Luhrmann przejął prace nad scenariuszem wraz z Craigiem Pearcem i Samem Bromellem. W lipcu tego samego roku Ansel Elgort, Miles Teller, Aaron Taylor-Johnson, Harry Styles i Austin Butler wzięli udział w przesłuchaniach do głównej roli, którą ostatecznie zdobył ostatni z nich. W październiku 2019 Olivia DeJonge została obsadzona w roli Priscilli Presley.
Główne zdjęcia rozpoczęły się pod koniec stycznia 2020 w Australii. 12 marca tego samego roku zostały jednak wstrzymane, gdy u aktora Toma Hanksa i jego żony Rity Wilson wykryto obecność wirusa SARS-CoV-2. Wznowiono je we wrześniu 2020.

## Premiera
Premiera filmu pierwotnie została zaplanowana na 5 listopada 2021, jednak dwukrotnie ją przekładano. Ostatecznie zaprezentowano go 25 maja 2022 podczas 75. Festiwalu Filmowego w Cannes, a premierę kinową wyznaczono na 24 czerwca tego samego roku.

## Odbiór

### Box office
Przy budżecie szacowanym na 85 milionów dolarów, Elvis zarobił w USA i Kanadzie prawie 130 milionów, a w pozostałych krajach równowartość około 106 mln USD – łączna suma przychodów z biletów wyniosła około 236 milionów.

### Reakcja krytyków
Film spotkał się z pozytywną reakcją krytyków. W agregatorze recenzji Rotten Tomatoes 78% z 356 recenzji uznano za pozytywne, a średnia ocen wystawionych na ich podstawie wyniosła 6,90. Z kolei w agregatorze Metacritic średnia ważona ocen z 59 recenzji wyniosła 64 punkty na 100.

### Nagrody i nominacje
W 2023 film był nominowany do Złotego Globu w trzech kategoriach, z czego statuetkę odebrał wcielający się w tytułową rolę Austin Butler w kategorii „najlepszy aktor w filmie dramatycznym”. Podczas 76. ceremonii wręczenia nagród Brytyjskiej Akademii Filmowej (BAFTA) film otrzymał nagrody w kategoriach: „Najlepszy aktor pierwszoplanowy” (Austin Butler), „Najlepszy casting”, „Najlepsza charakteryzacja i fryzury” i „Najlepsze kostiumy”. Elvis był też nominowany do Oscara w ośmiu kategoriach, w tym m.in. „najlepszy aktor pierwszoplanowy”, „najlepsze zdjęcia”, „najlepszy montaż” i „najlepszy film”, jednakże nie wygrał w żadnej z nich. Oprócz tego film zdobył dwie Złote Maliny – w kategoriach: „najgorszy aktor drugoplanowy” (Tom Hanks) oraz „najgorsze ekranowe połączenie” (Tom Hanks i jego obciążona lateksem twarz).